# Vovcikiv, Poliske
Vovcikiv (în ucraineană Вовчків) este localitatea de reședință a comunei Vovcikiv din raionul Poliske, regiunea Kiev, Ucraina.

## Demografie
Componența lingvistică a localității Vovcikiv
     Ucraineană (96,14%)
     Română (2,27%)
     Alte limbi (1,37%)
Conform recensământului din 2001, majoritatea populației localității Vovcikiv era vorbitoare de ucraineană (96,14%), existând în minoritate și vorbitori de română (2,27%).